# Astrophiura wanikawa
Astrophiura wanikawa is een slangster uit de familie Ophiuridae.
De wetenschappelijke naam van de soort werd in 2001 gepubliceerd door T. Fujita & Gordon Hendler.